# Neville Chamberlain
Arthur Neville Chamberlain (/ˈtʃeɪmbərlᵻn/; 18 de março de 1869 — 9 de novembro de 1940) foi um político britânico que serviu como Primeiro-ministro do Reino Unido de maio de 1937 a maio de 1940 e líder do Partido Conservador de maio de 1937 a outubro de 1940. Ele ficou conhecido por sua política de apaziguamento e seu papel na assinatura do Acordo de Munique em 30 de setembro de 1938, cedendo a região dos Sudetos, de maioria étnica alemã, da Tchecoslováquia à Alemanha Nazista liderada por Adolf Hitler. Após a invasão alemã da Polônia em 1 de setembro de 1939, que marcou o início da Segunda Guerra Mundial, Chamberlain anunciou a declaração de guerra à Alemanha dois dias depois e liderou o Reino Unido durante os primeiros oito meses de conflito até à sua renúncia como primeiro-ministro em 10 de maio de 1940.
Nascido numa família politicamente proeminente, ele trabalhou no setor de negócios e depois no governo local na região de Birmingham. Após um breve período trabalhando como Diretor do Serviço Nacional, de 1916 a 1917, resolveu seguir os passos do seu irmão Joseph Chamberlain e seu meio-irmão mais velho, Austen Chamberlain, ao se eleger em 1918 para o Parlamento pela localidade de Birmingham Ladywood, aos 49 anos de idade, pelo Partido Conservador. Ele recusou uma posição ministerial júnior, permanecendo como backbencher até 1922. Ele foi promovido em 1923 para Ministro da Saúde e depois Chanceler do Tesouro. Após um breve governo liderado pelo Partido Trabalhista, regressou como Ministro da Saúde, introduzindo uma série de medidas de reforma de 1924 a 1929. Foi nomeado Chanceler do Tesouro do Governo Nacional em 1931.
Chamberlain sucedeu Stanley Baldwin como primeiro-ministro em 28 de maio de 1937. O seu mandato foi dominado pela questão da política em relação a uma Alemanha cada vez mais agressiva e as suas ações em Munique foram amplamente populares entre os britânicos da época. Em resposta à contínua agressão de Hitler, Chamberlain prometeu que o Reino Unido iria defender a independência da Polônia se esta fosse atacada, uma aliança que levou o seu país à guerra após a invasão alemã daquele país em setembro de 1939. Com o fracasso das forças aliadas em evitar a invasão alemã da Noruega fez com que a Câmara dos Comuns realizasse o histórico "Debate da Noruega" em maio de 1940. A condução da guerra por Chamberlain foi fortemente criticada por membros de todos os partidos e, num voto de confiança, a respeito do seu governo, ele viu sua maioria ser bastante reduzida no Parlamento. Aceitando que um governo nacional apoiado por todos os principais partidos era essencial, Chamberlain renunciou como primeiro-ministro porque os Trabalhistas e os Liberais não desejavam servir em seu governo. Embora ainda liderasse o Partido Conservador, foi sucedido como primeiro-ministro por seu colega Winston Churchill. Até que problemas de saúde o forçaram a renunciar completamente da vida pública em 22 de setembro de 1940, Chamberlain foi um membro importante do gabinete de guerra como Lorde presidente do Conselho, chefiando o governo na ausência de Churchill. De fato, seu apoio a Churchill revelou-se vital durante a crise do gabinete de guerra de maio de 1940, quando derrotistas dentro do governo queriam estabelecer a paz com os alemães. Chamberlain morreu aos 71 anos, em 9 de novembro de 1940, de câncer, seis meses depois de deixar o cargo de primeiro-ministro.
A reputação de Chamberlain permanece controversa entre os historiadores. Sua reputação foi inicialmente muito boa, mas começou a ser corroída por livros como Guilty Men, público em julho de 1940, que culpou ele e aos seus associados pelo Acordo de Munique e por alegadamente não terem preparado o país para a guerra. A maioria dos historiadores da geração seguinte à morte de Chamberlain tinham opiniões semelhantes. Alguns historiadores posteriores adotaram uma perspectiva mais favorável de Chamberlain e de suas políticas, citando documentos governamentais divulgados sob a "regra dos trinta anos" e argumentando que ir à guerra com a Alemanha em 1938 teria sido desastroso, uma vez que o Reino Unido não estava preparado. No entanto, Chamberlain ainda é classificado de forma desfavorável entre os primeiros-ministros britânicos por historiadores e analistas. Sua reputação com o povo britânico também é muito ruim.

## Membro da Câmara dos Comuns e Ministro
Ele foi eleito para a Câmara dos Comuns pela primeira vez nas eleições gerais de 1918, onde permaneceu até sua morte em 1940. Até 1922, ele era considerado um backbencher, pois não ocupava nenhum cargo importante.
De 1922 a 1923 foi Postmaster General e, em 1923, Tesoureiro Geral. Quando o ex-chanceler do Tesouro, Stanley Baldwin, foi nomeado primeiro-ministro, Chamberlain o sucedeu. Depois de apenas cinco meses, ele perdeu o cargo como resultado das eleições gerais do mesmo ano. Nas eleições gerais de 1924, outra eleição geral um ano depois, os conservadores recuperaram a maioria. Curiosamente, Chamberlain derrotou Oswald Mosley, então candidato do Partido Trabalhista e mais tarde fundador da União Britânica de Fascistas, por apenas 77 votos em seu distrito eleitoral.
Chamberlain recusou-se a retornar ao gabinete britânico como Chanceler do Tesouro e, em vez disso, tornou-se Ministro da Saúde. Nessa função, ele avançou com a reforma da administração local e do condado e aplicou a legislação social, o que rendeu ao Partido Conservador um grande número de seguidores entre os trabalhadores. Ele ocupou o cargo até 1929, quando um parlamento suspenso foi formado como resultado das eleições gerais de 1929.

Após a próxima eleição geral, ele se tornou Chanceler do Tesouro novamente. De 1931 a 1937, Chamberlain aplicou uma política de tarifas protecionistas e se tornou o político mais importante dos gabinetes da época. Semelhante a seu pai Joseph Chamberlain, ele seguiu uma política de preferência imperial, que pretendia favorecer o comércio com os domínios e colônias britânicos.  Durante a crise constitucional britânica de 1936, ele defendeu a abdicação de Eduardo VIII se ele se casasse com Wallis Simpson. Ele julgou Wallis Simpson em seu diário:
"[Wallis Simpson] é uma mulher completamente inescrupulosa que não ama o rei, mas o explora para seus próprios propósitos. Ela já o arruinou em dinheiro e joias." 
Quando Eduardo VIII abdicou e o ex-primeiro-ministro Stanley Baldwin anunciou sua aposentadoria política na coroação de George VI, Chamberlain se tornou seu sucessor em 1937.

## Primeiro-ministro
Aos 68 anos, Chamberlain era um dos primeiros-ministros recém-nomeados mais velhos no início de seu mandato. Em todo o século 20, apenas Henry Campbell-Bannerman era mais velho na época de sua nomeação. Muitos, portanto, o consideravam um "primeiro-ministro de transição" que abriria caminho para um sucessor mais jovem até a próxima eleição geral, o mais tardar.  Desde o início, circularam vários nomes que poderiam ser considerados como possíveis sucessores.

### Política
Internamente, Chamberlain apresentou vários projetos de lei para melhorar a situação dos trabalhadores britânicos. Com a Lei das Fábricas de 1937, ele melhorou as condições de trabalho e limitou a jornada máxima de trabalho para mulheres e crianças. A Lei de Férias com Pagamento de 1938 introduziu um feriado pago de uma semana.
Vários outros projetos de lei nunca foram aprovados por causa da eclosão da Segunda Guerra Mundial. A escolaridade obrigatória deveria ser estendida até a idade de quinze anos por volta de 1º de setembro de 1939, mas foi adiada.
Antes de 1937, Chamberlain era principalmente ativo na política interna. Ele mesmo viu sua nomeação como primeiro-ministro como um destaque de seu trabalho político doméstico - sem saber que mais tarde seria conhecido principalmente por suas decisões de política externa.
 

No período entre guerras, a memória da Primeira Guerra Mundial estava viva e uma política de apaziguamento para evitar uma guerra futura era correspondentemente popular. Em um discurso em 1938, Chamberlain resumiu sua política externa da seguinte forma:
"Quando penso naqueles quatro anos terríveis, e penso nos sete milhões de jovens que foram mortos em seu apogeu, os treze milhões que foram desfigurados e mutilados, a miséria de mães e pais, filhos e filhas, e parentes e amigos dos mortos e feridos, devo repetir, O que eu disse antes, e o que estou prestes a dizer não apenas a você, mas também ao mundo inteiro: na guerra, qualquer que seja o lado que se chame vencedor, não há vencedores, apenas perdedores. São esses pensamentos que me fizeram sentir que era meu primeiro dever exercer todos os nervos para evitar a repetição da guerra mundial na Europa. 

#### Conversações com a Itália
Chamberlain continuou as negociações já iniciadas por seus governos antecessores com a Itália fascista, embora tenha sido internacionalmente condenada ao ostracismo por causa da Guerra da Abissínia, que violou o direito internacional. Ele esperava que isso enfraquecesse o "eixo Berlim-Roma". As negociações se intensificaram em 1938, quando Hitler exerceu pressão crescente sobre a Áustria. No auge dessa fase, a Grã-Bretanha reconheceu de jure o domínio colonial italiano de fato sobre a Etiópia, concluindo o Acordo de Páscoa.
O secretário de Estado Anthony Eden sentiu-se ignorado várias vezes pela política italiana de Chamberlain e teve que perceber que conduzia a política externa sem o envolvimento do gabinete ou do Ministério das Relações Exteriores Lord Halifax tornou-se seu sucessor.

#### Política de apaziguamento em relação à Alemanha
Chamberlain buscou um "acordo geral" com a Alemanha para garantir a paz, que incluía um acordo de armas, a solução da questão colonial e o reconhecimento de uma esfera de interesse alemã na Europa Central e do Sudeste até a Ucrânia. O sudeste da Europa, predominantemente agrário, era considerado uma área suplementar ideal para a Alemanha industrial. Um efeito colateral útil foi que a Alemanha agiria como um baluarte contra o bolchevismo. No entanto, a suspeita da esquerda de que Chamberlain queria dar a Hitler uma mão livre no Oriente contra a União Soviética provou ser infundada.  Chamberlain foi fundamental no Acordo de Munique (setembro de 1938), que deu à Alemanha o direito de anexar os Sudetos. Isso parecia garantir a paz na Europa. Ele justificou o acordo da seguinte forma:
"Quão terrível, sem sentido e inacreditável seria se cavássemos trincheiras e experimentássemos máscaras de gás por causa de uma briga muito distante entre povos dos quais nada sabemos. Parece ainda mais impossível que tal disputa, que já resolvemos em princípio, se torne objeto de uma guerra. 
Imediatamente após seu retorno em 30 de setembro de 1938, Chamberlain mostrou o acordo no aeroporto e declarou que isso era "paz para o nosso tempo".  Muitos inicialmente compartilharam essa avaliação positiva da política de apaziguamento de Chamberlain. Dez propostas para homenageá-lo com o Prêmio Nobel da Paz em 1939 foram recebidas.  Quando o físico francês René de Mallemann foi convidado a nomear alguém para o Prêmio Nobel de Física em 1940 ele nomeou Chamberlain porque ele havia evitado uma guerra mundial e não houve nenhuma conquista digna de um prêmio no campo da física em 1938.
Foi somente depois que as tropas alemãs marcharam para Praga em 15 de março de 1939 (a dissolução da Tchecoslováquia) que Chamberlain decidiu em março de 1939 armar a Grã-Bretanha e introduziu o recrutamento universal. Também foi apenas sob a impressão da política de guerra da Alemanha que Chamberlain concluiu tratados de garantia com a Polônia, Grécia, Romênia e Turquia contra possíveis ataques alemães. Com essas medidas, no entanto, ele foi incapaz de evitar a invasão alemã da Polônia em 1º de setembro de 1939 e, portanto, a eclosão da Segunda Guerra Mundial.

### Primeiro-ministro
Em 3 de setembro de 1939, dois dias após a invasão da Polônia pela Alemanha, a Grã-Bretanha declarou guerra à Alemanha junto com a França após uma crise de governo. Chamberlain formou um governo de guerra, mas nem todas as partes participaram. No entanto, durou apenas sete meses, durante os quais a Grã-Bretanha permaneceu em grande parte passiva na Guerra dos Sedes. Chamberlain, como muitos outros membros do governo e oficiais da época, contou com um bloqueio e rearmamento simultâneo para vencer a guerra. Ele bloqueou planos como a Operação Catherine de Churchill.
Ainda em 5 de abril de 1940, Chamberlain declarou em um importante discurso público: "Hitler perdeu o ônibus".  Devido à sua atitude de apaziguamento, bem como aos fracassos iniciais na Segunda Guerra Mundial, especialmente contra a ocupação alemã da Noruega ("Norway Debate"), Chamberlain ficou sob crescente pressão, mesmo dentro de seu próprio partido, o que o levou a renunciar em 10 de maio de 1940 (o primeiro dia da Campanha Ocidental: a Wehrmacht marchou para a Holanda, Bélgica e Luxemburgo). Ele foi sucedido por Winston Churchill. Chamberlain tornou-se Lorde Presidente do Conselho e apoiou o curso político de Churchill nessa função até sua morte, alguns meses depois.

## Negociações com Hitler

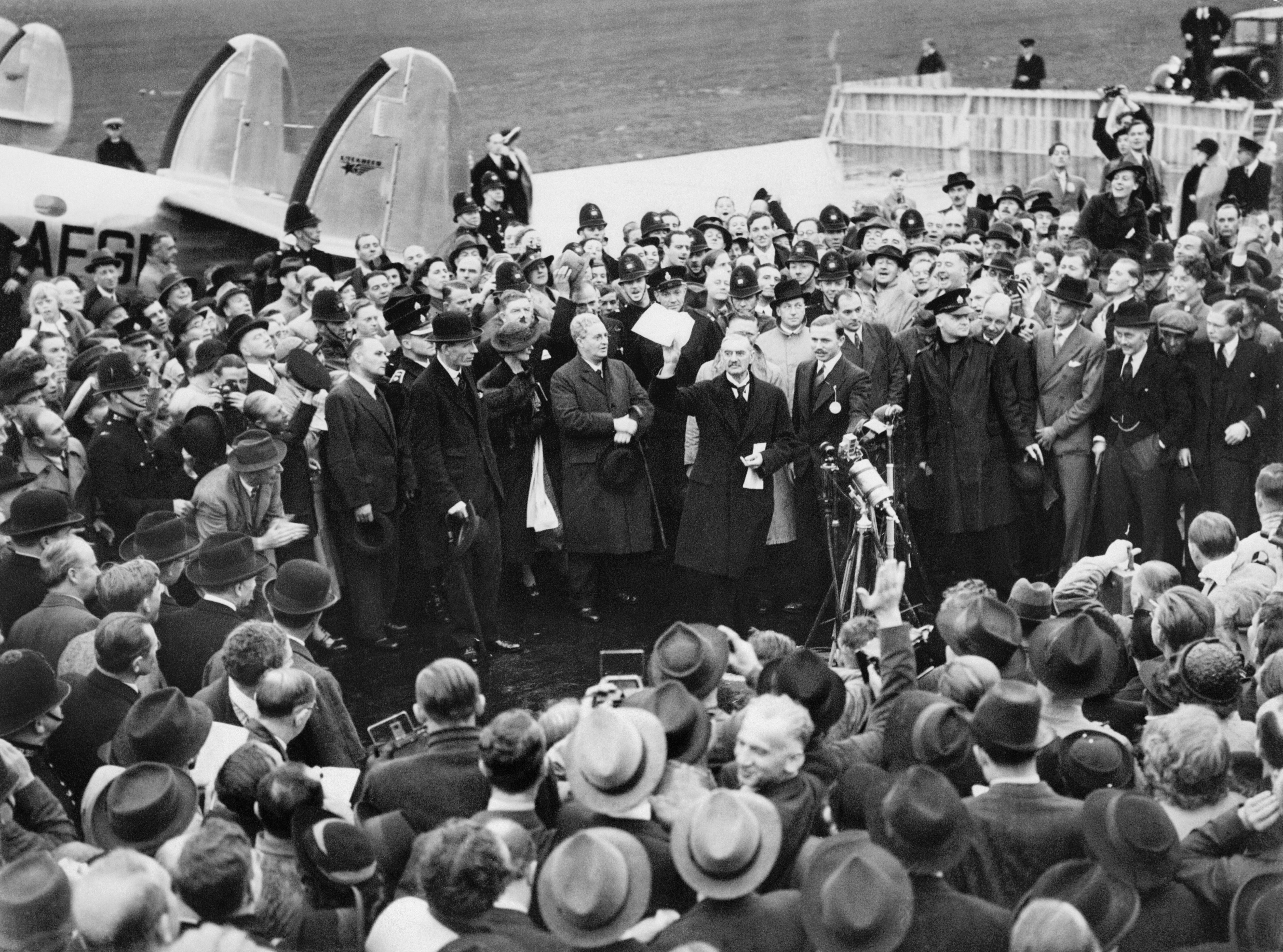
Neville Chamberlain, em sua chegada ao aeroporto de Heston (Londres) em 30 de setembro de 1938, após seu encontro com Hitler em Munique. Em sua mão ele tem o tratado de paz feito entre Reino Unido e Alemanha.

Chamberlain acreditava que fazendo concessões a Hitler seria possível evitar uma nova guerra entre a Alemanha e o Reino Unido. Em Londres, logo após chegar da Alemanha, declarou sobre o recém-assinado Acordo de Munique:
"I believe it is peace in our time"Original (em inglês): "Acredito que ele é a paz em nosso tempo"— 30 de setembro de 1938. (em inglês)
Menos de um ano após a assinatura do acordo, em 1 de setembro de 1939, a Wehrmacht invadiu a Polônia não restando à Chamberlain outra alternativa senão declarar guerra ao Reich, dando início assim à Segunda Guerra Mundial na Europa.
Em 10 de maio de 1940, Chamberlain renunciou ao cargo de primeiro-ministro, sendo substituído por Winston Churchill.
| “ | Entre a desonra e a guerra, escolheste a desonra, e terás a guerra. | ” |

## Saída do Governo
Chamberlain demitiu-se de Primeiro-Ministro no dia 10 de maio de 1940, depois de os Aliados terem sido forçados a retirar da Noruega, pois acreditava ser essencial um governo constituído por todos, e os partidos Trabalhista e Liberal não se juntariam a um governo por ele liderado. Sucedeu-lhe Winston Churchill, e manteve-se bem-visto no Parlamento, em particular entre os Conservadores. Antes de a sua saúde o forçar a abandonar o governo, foi um membro importante do gabinete de guerra de Churchill, chefiando-o na ausência deste. Chamberlain morreu de câncer no intestino seis meses depois de deixar a liderança do governo, em 9 de novembro de 1940. Seu funeral ocorreu na Abadia de Westminster (devido a preocupações de segurança em tempo de guerra, a data e a hora não foram amplamente divulgadas), e suas cinzas foram enterradas no mesmo local, junto de Andrew Bonar Law.
A reputação de Chamberlain mantém-se controversa entre historiadores. A sua boa imagem foi deitada abaixo por alguns trabalhos como Guilty Men, publicado em julho de 1940, o qual culpava Chamberlain e os seus associados pelo acordo de Munique, e por alegadamente não ter preparado convenientemente o país para a guerra que se aproximava. Muitos historiadores da geração posterior de Chamberlain também têm a mesma opinião, incluindo-se o próprio Churchill em The Gathering Storm. Alguns historiadores mais recentes têm uma perspectiva mais favorável de Chamberlain e das suas políticas, citando documentos publicados sob a Regra dos Trinta Anos.